# نعناع لطيف
نعناع لطيف (الاسم العلمي:Mentha gentilis) هو نوع هجين من النباتات يتبع جنس النعناع من الفصيلة الشفوية.